# Steve Coogan
Pour les articles homonymes, voir Coogan.
Steve Coogan (en français : Steeve Cougan) est un acteur et scénariste britannique, né le 14 octobre 1965 à Middleton, Lancashire (Royaume-Uni).

## Biographie
Il étudie à la Manchester Polytechnic School of Theatre. Il fait ses débuts à la télévision ; il doit sa célébrité au personnage d'Alan Partridge, qu'il interprète successivement à la radio et à la télévision. Son rôle lui vaut deux BAFTA Awards.
Son rôle dans Knowing Me Knowing You with Alan Partridge (TV series) (en) lui vaut le titre de meilleur acteur comique aux British Comedy Awards de 1994. Il écrit lui-même ses rôles : The Paul Calf Diaries et poursuit une carrière à la télévision : Coogan's Run, Tony Ferrino's Phenomenon, Wind in the Willow. À la scène, il monte le spectacle The Man Who Thinks He's It ; il obtient en parallèle d'autres rôles au cinéma : Resurrected, L'Indien du placard, 1mour, Vengeance et Trahison, The Parole Officer en 2001. Il est particulièrement remarqué pour ses rôles dans 24 Hour Party People et Tournage dans un jardin anglais ; ses interprétations les plus connues du grand public sont celles de Phileas Fogg dans Le Tour du monde en 80 jours et d'Octavius dans La Nuit au musée.

### Soutien à la Palestine
Durant la guerre à Gaza de 2023-2025, il prend position en faveur de la Palestine au sein d’Artists for Palestine.

## Filmographie

### Acteur

#### Cinéma
- 1989 : Resurrected : Man at Bonfire
- 1994 : Steve Coogan: Live 'n' Lewd (vidéo) : Steve Coogan / Pauline Calf / Duncan Thickett / Ernest Moss / Paul Calf
- 1995 : L'Indien du placard (The Indian in the Cupboard) : Tommy Atkins (British medic)
- 1996 : Du vent dans les saules (The Wind in the Willows) : Taupe (Mole)
- 1997 : Add-On Alan... with Alan Partridge (vidéo) : Alan Partridge
- 1998 : Steve Coogan: The Man Who Thinks He's It (vidéo) : Steve Coogan / Pauline Calf / Duncan Thickett / Tony Ferrino / Paul Calf / Alan Partridge
- 1998 : Amour, vengeance et trahison (The Revengers' Comedies) : Bruce Tick
- 2001 : Mr Garden (The Parole Officer) : Simon Garden
- 2002 : 24 Hour Party People de Michael Winterbottom : Tony Wilson
- 2003 : Coffee and Cigarettes : lui-même
- 2004 : Ella au pays enchanté (Ella Enchanted) : Heston the Snake (voix)
- 2004 : Le Tour du monde en quatre-vingts jours (Around the World in 80 Days), de Frank Coraci : Phileas Fogg
- 2005 : Happy Endings : Charles 'Charley' Peppitone
- 2005 : Tournage dans un jardin anglais (A Cock and Bull Story) de Michael Winterbottom : Tristram Shandy / Walter Shandy / Steve Coogan
- 2005 : Alan Partridge's Top Teen Tunes. (vidéo) : Alan Partridge
- 2005 : Alan Meets Roger Daltrey (vidéo) : Alan Partridge
- 2005 : Alan Partridge Presents: The Cream of British Comedy (vidéo) : Alan Partridge
- 2006 : The Alibi de Matt Checkowski et Kurt Mattila : Ray Elliott
- 2006 : Marie-Antoinette : l'ambassadeur Florimond de Mercy-Argenteau
- 2006 : La Nuit au musée (Night at the Museum) de Shawn Levy : Octavius
- 2007 : Hot Fuzz d'Edgar Wright : l'inspecteur
- 2008 : Tonnerre sous les tropiques : Damien, le réalisateur
- 2008 : Hamlet 2 : Dana
- 2009 : La Nuit au musée 2 : Octavius
- 2010 : Percy Jackson : Le Voleur de foudre : Hadès
- 2010 : Marmaduke : Raisin (voix)
- 2010 : Very Bad Cops d'Adam McKay : David Ershon
- 2010 : The Trip de Michael Winterbottom : lui-même
- 2012 : Percy Jackson : La Mer des monstres : Hadès
- 2012 : What Maisie Knew : Beale
- 2012 : Elle s'appelle Ruby (Ruby Sparks) de Jonathan Dayton et Valerie Faris : Langdon Tharp
- 2013 : A Very Englishman (The Look of Love) de Michael Winterbottom : Paul Raymond
- 2013 : Moi, moche et méchant 2 (Despicable Me 2) de Pierre Coffin et Chris Renaud : Silas De La Mollefesse (voix)
- 2013 : Alan Partridge: Alpha Papa de Declan Lowney : Alan Partridge
- 2014 : Philomena de Stephen Frears : Martin Sixsmith
- 2014 : The Trip to Italy de Michael Winterbottom : lui-même
- 2014 : La Nuit au musée : Le Secret des Pharaons : Octavius
- 2014 : Northern Soul d'Elaine Constantine : M. Banks
- 2015 : Les Minions (Minions) de Kyle Balda et Pierre Coffin : Professeur Flux
- 2016 : L'Exception à la règle (Rules Don't Apply) de Warren Beatty : colonel Nigel Briggs
- 2016 : Bergers et Bouchers (Shepherds and Butchers) d'Oliver Schmitz : John Weber
- 2017 : The Dinner d'Oren Moverman : Paul Lohman
- 2017 : The Trip to Spain de Michael Winterbottom : lui-même
- 2017 : Moi, moche et méchant 3 : Silas De La Mollefesse / Fritz
- 2018 : Ideal Home d'Andrew Fleming : Erasmus Brumble
- 2018 : Stan et Ollie de Jon S. Baird : Stan Laurel
- 2018 : Holmes et Watson d'Etan Cohen : Gustav Klinger
- 2019 : The Professor and the Madman de Farhad Safinia : Frederick James Furnivall
- 2019 : Hot Air de Frank Coraci : Lionel Macomb
- 2019 : Greed de Michael Winterbottom : Sir Richard McCreadie
- 2020 : The Trip to Greece de Michael Winterbottom : lui-même
- 2022 : The Lost King de Stephen Frears : John Langley
- 2024 : Moi, moche et méchant 4 : Silas De La Mollefesse
- 2024 : Joker : Folie à deux de Todd Phillips : Paddy Meyers
- 2025 : The Penguin Lessons de Peter Cattaneo : Tom Michell

#### Télévision
- 1984 : Spitting Image (série TV) : Various Voices (voix)
- 1993 : Saturday Zoo (série TV) : Paul Calf
- 1993 : Paul Calf's Video Diary (TV) : Paul Calf / Pauline Calf
- 1994 : Pauline Calf's Wedding Video (TV) : Paul Calf / Pauline Calf
- 1995 : Comic Relief: Behind the Nose (TV) : Alan Partridge
- 1995 : Alan Partridge's Country Ramble (TV) : Alan Partridge
- 1997 : The Tony Ferrino Phenomenon (TV) : Tony Ferrino
- 1997 : Introducing Tony Ferrino: Who and Why? A Quest (TV) : Tony Ferrino
- 1997 : The Fix (en) (TV) : Mike Gabbett
- 1998 : Bob et Margaret (Bob and Margaret) (série TV) : Various roles (voix)
- 1998 : Alice Through the Looking Glass (TV) : Gnat
- 1999 : Robbie le renne dans la grande course polaire (Hooves of Fire) (TV) : Blitzen (voix)
- 2001 : Comic Relief: Say Pants to Poverty (TV) : Alan Partridge
- 2001 : A Small Summer Party (TV) : Geoff
- 2001 : Combat Sheep (TV) : Cmdr. Harris (voix)
- 2002 : Legend of the Lost Tribe (TV) : Blitzen (voix)
- 2002 : Cruise of the Gods (TV) : Nick Lee
- 2003 : Paul and Pauline Calf's Cheese and Ham Sandwich (TV) : Duncan Thicket / Pauline Calf / Paul Calf
- 2003 : Anglian Lives: Alan Partridge (TV) : Alan Partridge
- 2003 : The Private Life of Samuel Pepys (TV) : Samuel Pepys
- 2004 : The All Star Comedy Show (TV) : Various Roles
- 2005 : Comic Relief: Red Nose Night Live 05 (TV) : Alan Partridge
- 2005 : Monkey Trousers (série TV) : Various Characters
- 2012 : Moone Boy (série TV) : Francie "Touchy" Fehily
- 2024 : What We Do in the Shadows (série TV), épisode 6, saison 6 (Laszlo's Father) : Roderick Cravensworth
- 2025 : The Sandman (série TV), 5 épisodes, saison 2 : Barnabus (voix)

### Producteur
- 2001 : A Small Summer Party (TV)
- 2001 : The Sketch Show (série TV)
- 2001 : Dr. Terrible's House of Horrible (série TV)
- 2001 : Combat Sheep (TV)
- 2002 : Brain Candy (TV)
- 2002 : Cruise of the Gods (TV)
- 2003 : Paul and Pauline Calf's Cheese and Ham Sandwich (TV)
- 2003 : The Private Life of Samuel Pepys (TV)
- 2004 : Nighty Night (série TV)
- 2004 : The All Star Comedy Show (TV)
- 2004 : The Mighty Boosh (série TV)
- 2004 : King of Fridges (TV)
- 2004 : AD/BC: A Rock Opera (TV)
- 2005 : Boosh Music (vidéo)
- 2005 : Ideal (série TV)
- 2005 : Monkey Trousers (série TV)
- 2005 : Dating Ray Fenwick
- 2005 : Alan Meets Roger Daltrey (vidéo)
- 2006 : Saxondale (série TV)
- 2014 : Philomena de Stephen Frears (coproducteur)
- 2022 : The Lost King de Stephen Frears

### Scénariste
- 1993 : Paul Calf's Video Diary (TV)
- 1994 : Steve Coogan: Live 'n' Lewd (vidéo)
- 1994 : Pauline Calf's Wedding Video (TV)
- 1995 : Alan Partridge's Country Ramble (TV)
- 1997 : Add-On Alan... with Alan Partridge (vidéo)
- 1997 : The Tony Ferrino Phenomenon (TV)
- 1997 : Introducing Tony Ferrino: Who and Why? A Quest (TV)
- 1998 : Steve Coogan: The Man Who Thinks He's It (vidéo)
- 2001 : Mr Garden (The Parole Officer)
- 2003 : Paul and Pauline Calf's Cheese and Ham Sandwich (TV)
- 2003 : Anglian Lives: Alan Partridge (TV)
- 2004 : The All Star Comedy Show (TV)
- 2005 : Alan Partridge's Top Teen Tunes. (vidéo)
- 2014 : Philomena de Stephen Frears (coscénariste)
- 2022 : The Lost King de Stephen Frears

### Compositeur
- 1998 : Steve Coogan: The Man Who Thinks He's It (vidéo)

## Distinctions

### Récompenses
- British Comedy Awards 1994 : meilleure performance masculine à la télévision pour Knowing Me Knowing You with Alan Partridge (en)
- British Comedy Awards 1998 : meilleure performance masculine dans une comédie à la télévision pour I'm Alan Partridge
- BAFTA Awards 1998 :
  - meilleure série pour I'm Alan Partridge (partagé avec Armando Iannucci, Dominic Brigstocke et Peter Baynham)
  - meilleure performance comique pour I'm Alan Partridge
- British Comedy Awards 2003 : meilleure performance masculine dans une comédie à la télévision pour I'm Alan Partridge et pour Cruise of the Gods
- BAFTA Awards 2011 : meilleure performance masculine dans une comédie pour The Trip
- BAFTA Awards 2013 : meilleur scénario adapté pour Philomena (partagé avec Jeff Pope)
- Satellite Awards 2013 : meilleur scénario adapté pour Philomena (partagé avec Jeff Pope)
- BAFTA Awards 2013 : meilleure performance masculine dans un programme de comédie pour Alan Partridge: Welcome to the Places of My Life
- Royal Television Society Awards 2013 : meilleur scénario de comédie pour Alan Partridge: Welcome to the Places of My Life (partagé avec Rob Gibbons, Neil Gibbons et Dave Lambert)
- Mostra de Venise 2013 : Prix Osella du meilleur scénario pour Philomena

### Nominations
- Chlotrudis Awards 2014 : meilleur scénario adapté pour Philomena (partagé avec Jeff Pope)
- Critics' Choice Movie Awards 2014 : meilleur scénario adapté pour Philomena (partagé avec Jeff Pope)
- Golden Globes 2014 : meilleur scénario pour Philomena (partagé avec Jeff Pope)
- Oscars 2014 :
  - Meilleur film pour Philomena (partagé avec Gabrielle Tana et Tracey Seaward)
  - Meilleur scénario adapté pour Philomena (partagé avec Jeff Pope)

## Voix francophones
En France, Patrick Mancini est la voix la plus régulière de Steve Coogan. Constantin Pappas l'a également doublé à trois reprises.
En France
| - Patrick Mancini dans : - Amour, Vengeance et Trahison - La Nuit au musée - La Nuit au musée 2 - Elle s'appelle Ruby - Philomena - La Nuit au musée : Le Secret des Pharaons - L'Exception à la règle - Joker : Folie à deux - Sandman (série télévisée) - Constantin Pappas dans : - Hot Fuzz - Hamlet 2 - Very Bad Cops - Bernard Gabay dans : - Le Tour du monde en quatre-vingts jours - Happy Endings - Olivier Destrez dans : - Alice au pays des merveilles : À travers le miroir - Alibi | - Lionel Tua dans : - Happyish (série télévisée) - Mon âme sœur Et aussi - Olivier Jankovic dans L'Indien du placard - Thierry Wermuth dans Du vent dans les saules - Jean-Pol Brissart dans Coffee and Cigarettes - Sylvain Clément dans Ella au pays enchanté (voix) - Laurent Montel dans Marie-Antoinette - Hervé Rey dans Tonnerre sous les tropiques - Boris Rehlinger dans Percy Jackson : Le Voleur de foudre - Pierre Tessier dans Marmaduke (voix) - Guillaume Orsat dans A Very Englishman - Cyrille Artaux dans Northern Soul - Jean-Christophe Dollé dans Les Minions (voix) - Bernard Alane dans Stan et Ollie - Jochen Hägele (en) dans Holmes and Watson - Philippe Roullier dans Ideal Home - Jean-Paul Szybura dans The Professor and the Madman - Philippe Résimont dans Greed - Olivier Cuvellier dans The Lost King |

Au Québec